# 김지선 (컬링 선수)
김지선(1987년 6월 27일 ~ )는 대한민국의 여자 컬링 선수이다. 포지션은 스킵이며, 2014년 동계 올림픽에 대한민국 여자 컬링 대표팀을 이끌었다.

## 약력
김지선 선수는 국제대회에 2007년 태평양 주니어 컬링 선수권대회에 핍스로 데뷰하였다. 이 대회에서 본인은 두 경기에 출전하였고, 팀은 이 대회에서는 은메달을 획득하였다. 또한 2009년 Mout Titlis 세계 여자 컬링 선수권 대회에도 핍스로 참가하였는데, 독일과의 경기에 출전하였으나 패배하였다. 팀은 10위를 차지하였다.
2009년 경기도 체육회에서 여자 컬링팀을 창단하면서(이후 경기도청 실업팀이 됨) 스킵을 맡아 대회에 참가하였다. 2010에 한국컬링선수권대회 우승으로 2010-11 대한민국 대표팀으로 선정된 후 2010 태평양 컬링 선수권 대회에 참가하여, 중국 대표팀과의 결승에 승리, 첫 출전에 금메달을 획득하였다. 이듬해인 2011년에는 2011년 동계 유니버시아드에 참가하여, 동메달을 획득하였다.
2010 태평양 컬링 선수권 대회 우승으로 2011년 Capital One 세계 여자 컬링 선수권 대회 출전 자격을 얻어 참가하였으나, 12위에 머물러 참가에 의의를 두었으나, 이듬해인 2012년 Ford 세계 여자 컬링 선수권 대회에서는 대한민국 여자 컬링 최초로 플레이오프에 진출하여, 캐나다를 꺾는 파란을 보였다. 그러나 이후 두 경기에 내리 패배하여 4위에 머물렀다. 그럼에도 불구하고, 이 대회 성적으로 대한민국 여자 컬링대표팀은 최초로 올림픽 출전 자격을 획득하여 2014년 소치 올림픽에 참가하게 되었다. 비록 올림픽에서 플레이오프에 진출하지는 못하였으나, 10개국이 참가한 올림픽 본선무대에서 개최국인 러시아와 일본, 미국을 꺾어 3승 6패의 성적으로 8위를 차지하였다. 생소한 컬링을 전국민에게 널리 소개함과 동시에 경기도청팀은 컬스데이로 불리며 인기를 누렸다. 올림픽이 끝난지 한달이 안되어 열린 2014년 Ford 세계 여자 컬링 선수권 대회에서 라운드로빈 5위를 차지, 플레이오프 진출을 위한 Tie Breaker 경기에서 스웨덴을 물리치고 다시 플레이오프에 진출하였다. 플레이오프에서는 2012년 유사하게 시드 3위인 러시아를 이기는 등 메달 입상 가능성을 보였으나 중압감을 이기지 못하고 스위스와 러시아에게 내리 패하면서 4위에 머물렀다.

## 팀원
| 시즌    | 스킵   | 써드   | 세컨   | 리드   | 핍스   | 참가대회           |
| ------- | ------ | ------ | ------ | ------ | ------ | ------------------ |
| 2010–11 | 김지선 | 이슬비 | 신미성 | 김은지 | 이현정 | 2010 PCC, 2011 WCC |
| 2011–12 | 김지선 | 이슬비 | 김은지 | 이현정 |        | 2011 PCC           |
| 2011–12 | 김지선 | 이슬비 | 신미성 | 김은지 |        | 2012 WCC           |
| 2012–13 | 김지선 | 이슬비 | 신미성 | 김은지 |        |                    |
| 2013–14 | 김지선 | 김은지 | 신미성 | 이슬비 | 엄민지 | 2013 PACC, 2014 OG |

## 성적

### 국내 대회 성적
| Event              | 2009–10 | 2010–11 | 2011–12 | 2012–13 | 2013–14 |
| ------------------ | ------- | ------- | ------- | ------- | ------- |
| 신세계-이마트배    |         |         |         |         | DNP/DNP |
| 회장배             |         |         | DNP     | C       | DNP     |
| 경북지사배         |         |         |         | F       | DNP     |
| 태극곰기           |         |         |         | SF      | DNP     |
| 전국체전           | SF      | F       | C       | C       | F       |
| 한국컬링선수권대회 | C       | C       | SF      | C       | DNP     |

### Grand Slam 성적
| Key | Key                                            |
| --- | ---------------------------------------------- |
| C   | 우승 (Champion)                                |
| F   | 준우승 (Lost in Final)                         |
| SF  | 준결승 (Lost in Semifinal)                     |
| QF  | 준준결승 (Lost in Quarterfinals)               |
| R16 | 16강 (Lost in the round of 16)                 |
| Q   | 플레이오프 탈락 (Did not advance to playoffs)  |
| DNP | 대회 불참 (Did not participate in event)       |
| N/A | GS외 대회 (Not a Grand Slam event that season) |

| Event                       | 2011–12 | 2012–13 | 2013–14 |
| --------------------------- | ------- | ------- | ------- |
| Autumn Gold                 | Q       | DNP     | DNP     |
| Manitoba Liquor & Lotteries | DNP     | DNP     | DNP     |
| Masters                     | N/A     | DNP     | QF      |
| Colonial Square             | N/A     | DNP     | DNP     |
| Players'                    | DNP     | DNP     |         |

## 출신 학교
- 의정부여자중학교
- 수락고등학교
- 성신여자대학교
- 단국대학교 교육대학원

## 삶
어려서 스피드 스케이팅 선수 생활을 하였으나, 컬링으로 전향하였다.
중국 컬링 유학중에 만난 중국 컬링 선수인 쉬샤오밍과 결혼하여 2014년 출산을 하였고,
2015년 선수로 복귀하여 2016년 세계선수권대회에 참가하여 7위를 하였다.

## 이슈
한국여자컬링,세계선수권에서 '세계 1위' 캐나다 꺽었다.
한국여자컬링대표팀(세계랭킹 10위)은 24일 캐나다 서스캐치원주 스위프트 커런트에서 열린 2016 세계여자 컬링 선수권대회에서 캐나다(1위)에 8-7 역전승을 거뒀다.
한국은 이번대회에서 4승5패로 선전하고 있다. 한국은 12팀중 7위를 기록 중이다.
컬링 김지선 "한 단계 발전한 대표팀, 세계선수권서 꼭 메달 딸래요"
컬링 여자 대표팀 주장 김지선(28,경기도청)이 올시즌을 되돌아 봤다.
지난 14일 김지선은 이슬비(27),김은지(25), 엄민지(24),염윤정(27)과 함께 2015 태평양- 아시아 컬링챔피언십(PACC)에 출전, 은메달을 목에 걸었다. 당시 한국은 결승전에서 일본을 만나 7-8,한점차로 아쉽게 패했다. 김지선은 "아쉽지만 소득도 많았다. 개인적으로 즐거웠던 대회였던 것 같다. 우승이 전부는 아니라고 생각 한다. 그래도 이번 성적으로 내년 세계선수권대회에 출전하게 됐다. 세계선수권대회에서 4강은 두번 갔지만, 메달을 딴적이 없었다. 이번에는 꼭 따고 싶었다"고 했다. 김지선은 한국 컬링을 강호로 올려놓은 장본인이다.
세계선수권대회에서 4강에 진출 했고, 지난 2014 소치 올림픽도 경험했다. 김지선은 "이전에는 경험도 부족했고 다른 상대국에 대한 정보도 없었다. 하지만 이 모든것이 성장의 밑거름이라고 생각한다. 지금은 대표팀에 노련미가 많이 쌓였다. 한단계 발전했다"고 했다.